# Cement (Oklahoma)
Cement é uma cidade  localizada no estado norte-americano de Oklahoma, no Condado de Caddo.

## Demografia
Segundo o censo norte-americano de 2000, a sua população era de 530 habitantes.
Em 2006, foi estimada uma população de 526, um decréscimo de 4 (-0.8%).

## Geografia
De acordo com o United States Census Bureau tem uma área de
1,2 km², dos quais 1,2 km² cobertos por terra e 0,0 km² cobertos por água.

## Localidades na vizinhança
O diagrama seguinte representa as localidades num raio de 20 km ao redor de Cement.